# Linería

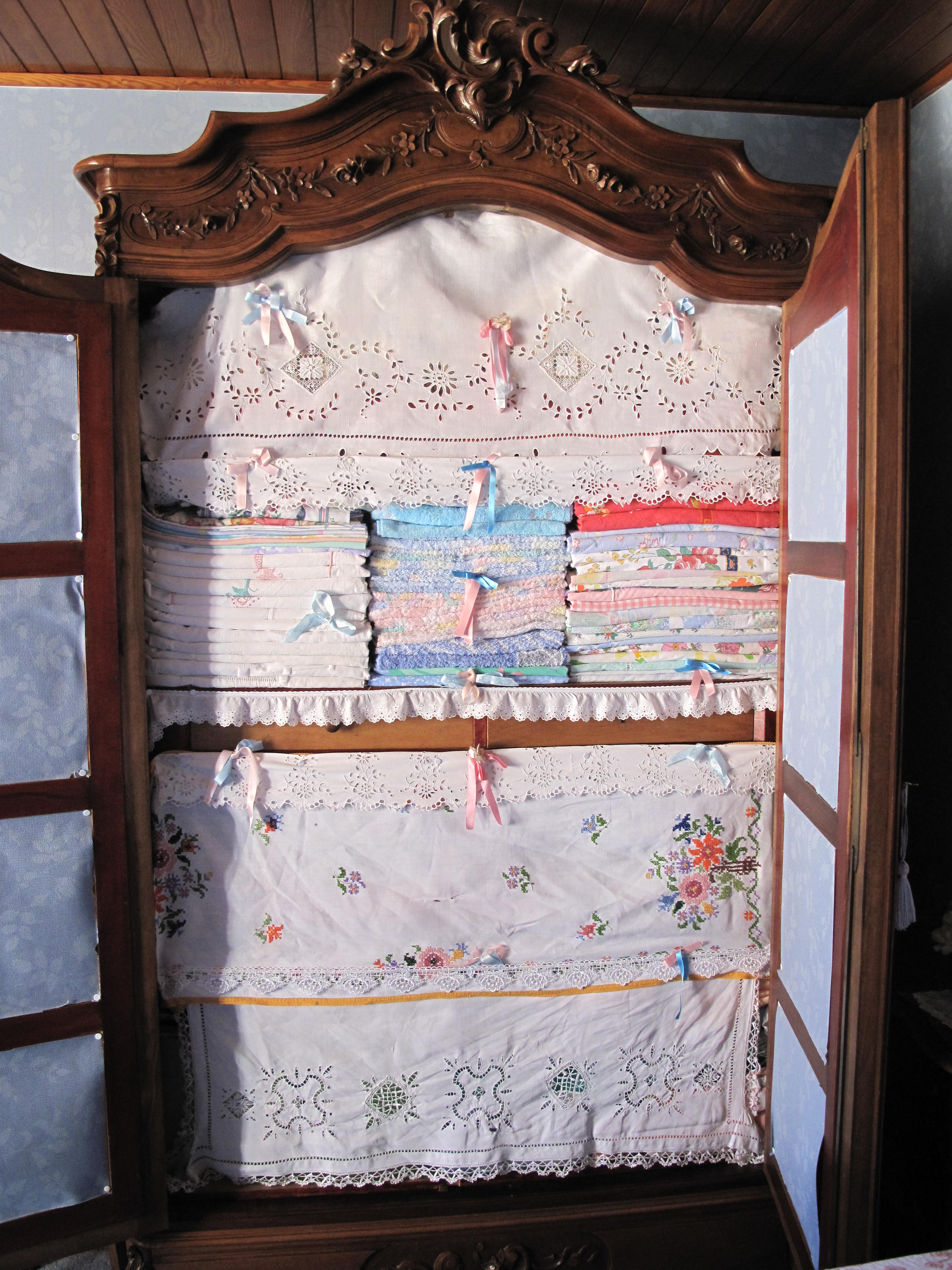
Un armario francés con linería ordenada de forma tradicional, con tapapolvos bordados cubriendo las lejas.

La linería o ropa blanca son las piezas textiles destinadas para uso diario en el hogar, como es la camería (o ropa de cama), mantelerías, toallas, etcétera.

## Lista de textiles para el hogar

### Cama
- Colcha
- Manta
- Sábana
- Funda de almohada
- Faldón de cama

### Cocina
- Trapo de polvo
- Bayeta
- Paño de cocina o «repasador» (paño para secar la vajilla)
- Manopla de cocina.
- Delantal

### Baño
- Toalla
- Bata de baño
- Albornoz
- Manopla de baño

### Mesa
- Manteles y mantelerías
- Muletón
- Camino de mesa
- Mantel individual
- Servilleta

### Decoración y otros
- Cortina
- Tapete
- Pañuelo